# Ofimática

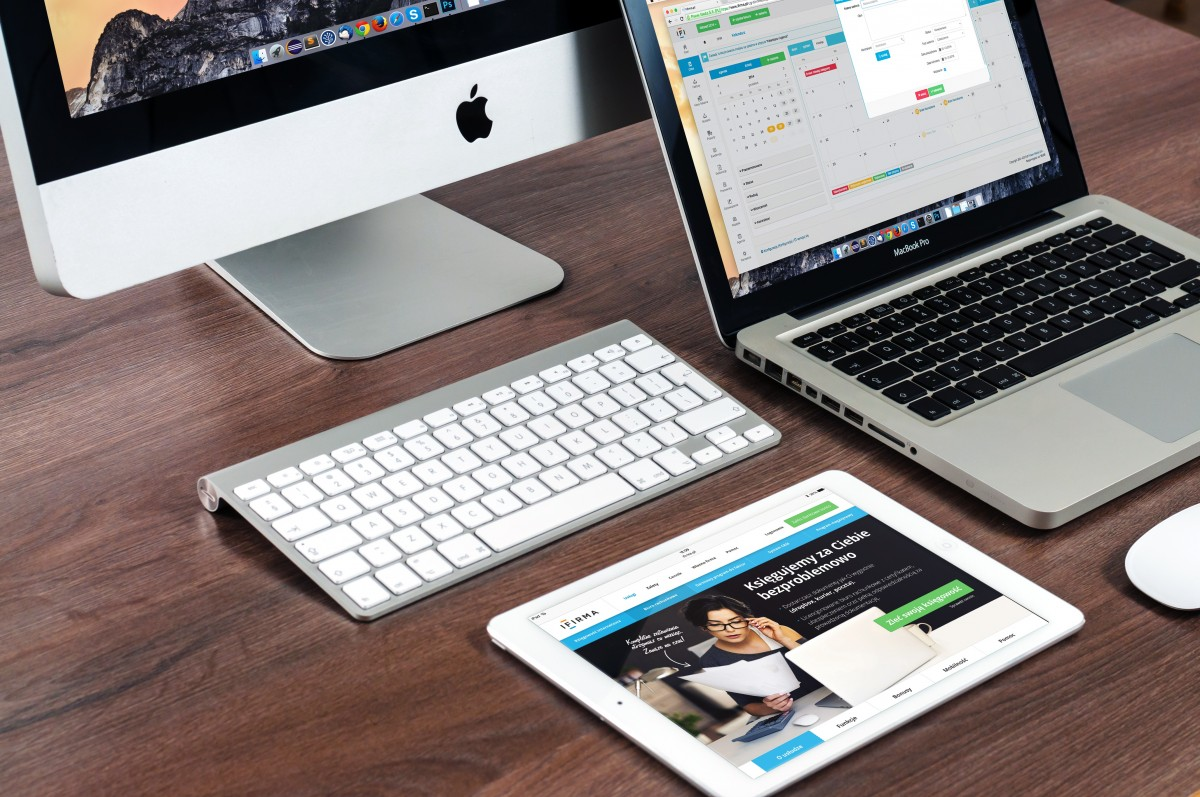
Equipos de computación Apple

Ofimática (acrónimo de oficina y de informática), a veces también llamado burótica, designa al conjunto de técnicas, aplicaciones y herramientas informáticas que se utilizan en funciones de oficina para optimizar, automatizar, mejorar tareas y procedimientos relacionados. Las herramientas ofimáticas permiten idear, crear, manipular, transmitir o almacenar la información necesaria en una oficina.
Comenzó a desarrollarse en la década de los 70, con la masificación de los equipos de oficina que comienzan a incluir microprocesadores, dejándose de usar métodos y herramientas por otras más modernas.

## Software ofimáticas que existen en el mercado
1. Procesador de texto
2. Hojas de cálculo
3. Programas de presentación
4. Base de datos
5. Utilidades: agendas, calculadoras, etc.
6. Programas de correo electrónico, correo de voz, mensajeros.
7. Herramientas de reconocimiento y síntesis del habla
8. Suite ofimática: paquete de múltiples herramientas ofimáticas.

## Ofimática en línea
Este tipo de aplicaciones permiten crear y compartir el trabajo en línea. Los documentos se pueden crear desde cero o importarlos a partir de archivos de texto, presentaciones y hojas de cálculo existentes. Una de las principales aportaciones de estas herramientas es que permiten compartir o editar documentos entre varios usuarios (o simplemente visualizarlos) en tiempo real.
La ofimática con red de área local permite a los usuarios transmitir datos, correo electrónico e incluso voz por la red. Todas las funciones propias del trabajo en oficina, incluyendo dictados, mecanografía, archivado, copias, fax, télex, microfilmado y gestión de archivos, operación de los teléfonos y la centralita, caen en esta categoría. La ofimática fue un concepto muy popular en los 70 y 80, cuando se popularizaron los ordenadores de sobremesa.